# Al McCoy
Al McCoy, de son vrai nom Alexander Rudolph, est un boxeur américain né le 23 octobre 1894 à Rosenhayn, New Jersey, et mort le 22 août 1966 à Los Angeles, Californie.

## Carrière
Passé professionnel en 1910, il devient champion du monde des poids moyens en battant George Chip par KO à la 1re reprise le 7 avril 1914 puis perd son titre face à Mike O'Dowd par KO au 6e round le 14 novembre 1917. McCoy met un terme à sa carrière en 1924 sur un bilan de 73 victoires, 51 défaites et 33 matchs nuls.